# Jean-Charles Pichegru
Jean-Charles Pichegru (16. februar 1761 i Artois – 5. april 1804 i Paris) var en fransk general.
Skønt af meget tarvelig herkomst lykkedes det ham at komme ind på militærskolen i Brienne, hvor han traf sammen med den unge Bonaparte uden dog at træde i nærmere forbindelse med denne. Revolutionen blev ham en gunstig lejlighed til at komme frem. 1792 stod han i spidsen for en bataillon frivillige, hvem han gav en fortrinlig militære opdragelse og også førte med
overlegen dygtighed. Under Rhin-hærens operationer 1793 fik han så rig lejlighed til at udmærke sig, at han inden årets udløb var avanceret til divisionsgeneral og kort efter til chef for Rhin-hæren.
Under operationerne i forbindelse med Mosel-hæren, der kommanderedes af den dygtige feltherre general Hoche, forstod Pichegru så listig at tilkende sig selv hele æren, at Hoche faldt i unåde hos magthaverne og blev arresteret, medens Pichegru fik overdraget kommandoen over begge hære. Året efter førte han Nordarmeen og forberedte gennem en Rk. heldige fægtninger franskmændenes sejr ved Fleurus. 1794 indlagde Pichegru sig stor berømmelse ved sit sejrrige felttog i Holland.
På dette tidspunkt, hvor han stod som republikkens fejrede feltherre og chef for de forenede Rhin- og Mosel-Hære, trådte han i hemmelig forbindelse med Bourbonerne for at få Ludvig XVIII på tronen. Planen strandede ganske og kompromitterede Pichegru så stærkt, at han mistede sit embede, men fik tilbud om en gesandtskabspost i Stockholm. Fornærmet trak Pichegru sig tilbage til sin fødeegn, men lod sig dog året efter vælge ind i de 500's råd, hvor den royalistiske majoritet udnævnte ham til formand. 
Under statskuppet 18. fructidor viste han sig holdningsløs og ubeslutsom og blev kort efter deporteret til Guyana. Herfra slap han dog hurtig bort. Fra England fortsatte han sine
konspirationer mod Frankrig, denne gang i forbindelse med Cadoudal, med hvem han til sidst rejste til Paris for at styrte førstekonsulen. Her blev han en nat overrasket i sit værelse, bunden og i nøgen tilstand slæbt til Temple. Under processen mod ham fandt man ham en morgen kvalt i cellen. Napoleons modstandere søgte at sætte førstekonsulen i forbindelse med Pichegrus pludselige død, men det var sikkert ganske uden grund.